# Norio Sakai
Norio Sakai Sakai (em japonês:  坂井紀雄, Sapporo, Hokkaido, 11 de fevereiro de 1957) é cantor, baixista, compositor e produtor musical. Ficou conhecido no Brasil por ter cantado o tema de encerramento da série Black Kamen Rider e ter cantado na trilha sonora da série Cybercops ambas exibidas na Rede Manchete de Televisão.

## Biografia
Em 1983, estreou  como baixista e vocalista da banda de rock progressivo “NAZCA”. Além da banda NAZCA, seguia paralelamente com trabalho solo. 
Compõs músicas e letras para muitos artistas japoneses como Saitou Saori, Yoshihiro Kai, Reiko Kato, Shazna, ZIGGY, Naomi Tamura, Ayumi Nakamura, Puffy Ayumi, FLIP-FLAP, Whiteberry. No Japão, trabalha com produção vocal de Uehara Takako, Princess Princess, Lindberg e dá aula de canto, baixo e produção vocal numa escola de música. Seu trabalho de produção vocal se destaca por ser um dos poucos profissionais desse ramo.
Compôs a canção Soldier Blue (1988), tema de abertura do anime Armor Hunter Mellowlink[carece de fontes?]